# Aloys von Orelli

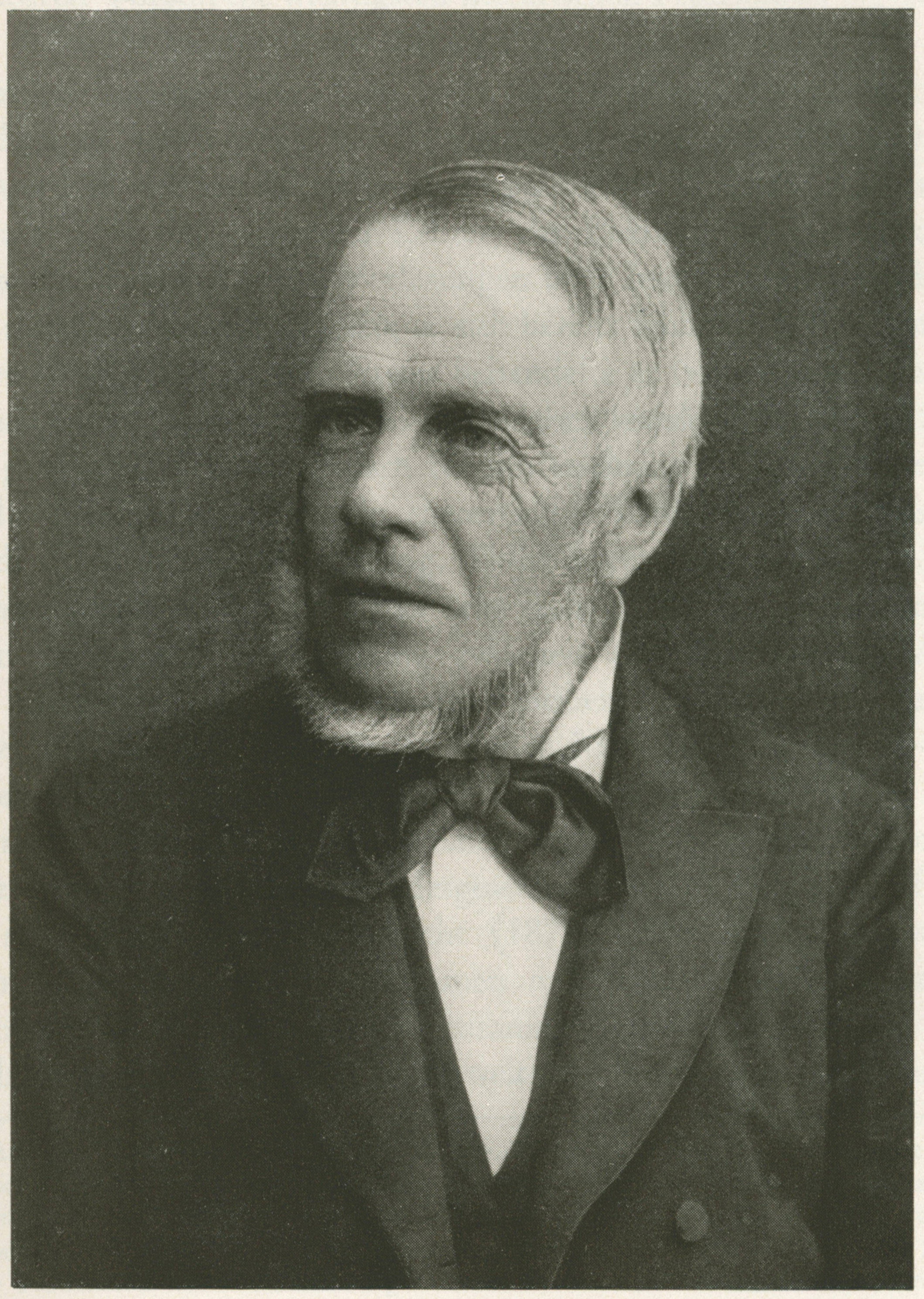

Aloys von Orelli (* 18. Januar 1827 in Zürich; † 31. Januar 1892 ebenda) war ein Schweizer Rechtswissenschaftler.

## Leben
Aloys von Orelli studierte Jura in Zürich und Berlin (1849 Dr. iur.). Ab 1873 lehrte er als ordentlicher Professor an der Universität Zürich, insbesondere für deutsches Recht. 

## Schriften (Auswahl)
- Quibus modis usufructus petatur. Berlin 1849.
- Die Jury in Frankreich und England. Ein Beitrag zur Reform der Zürcherischen Strafrechtspflege. Zürich 1852.
- Studien über den gerichtlichen Eid. Zürich 1858.
- Der internationale Schutz des Urheberrechtes. Hamburg 1887, OCLC 176847295.